# Baratranthus axanthus
Baratranthus axanthus är en tvåhjärtbladig växtart som först beskrevs av Pieter Willem Korthals, och fick sitt nu gällande namn av Friedrich Anton Wilhelm Miquel. Baratranthus axanthus ingår i släktet Baratranthus och familjen Loranthaceae. Inga underarter finns listade i Catalogue of Life.